# Shuttlezug

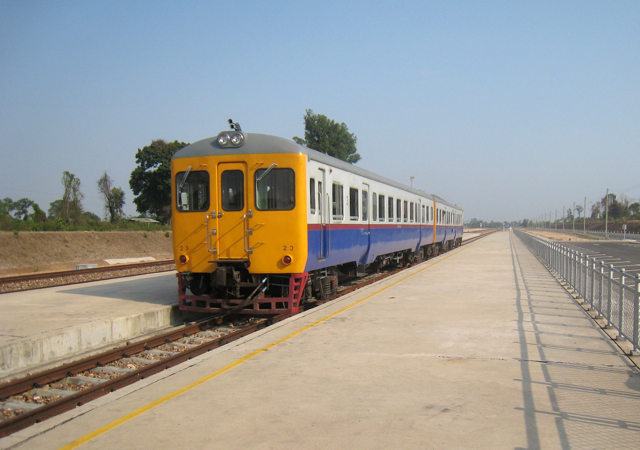
Shuttlezug auf der Bahnstrecke Nong Khai–Thanaleng im Grenzverkehr zwischen Thailand und Laos (2009)

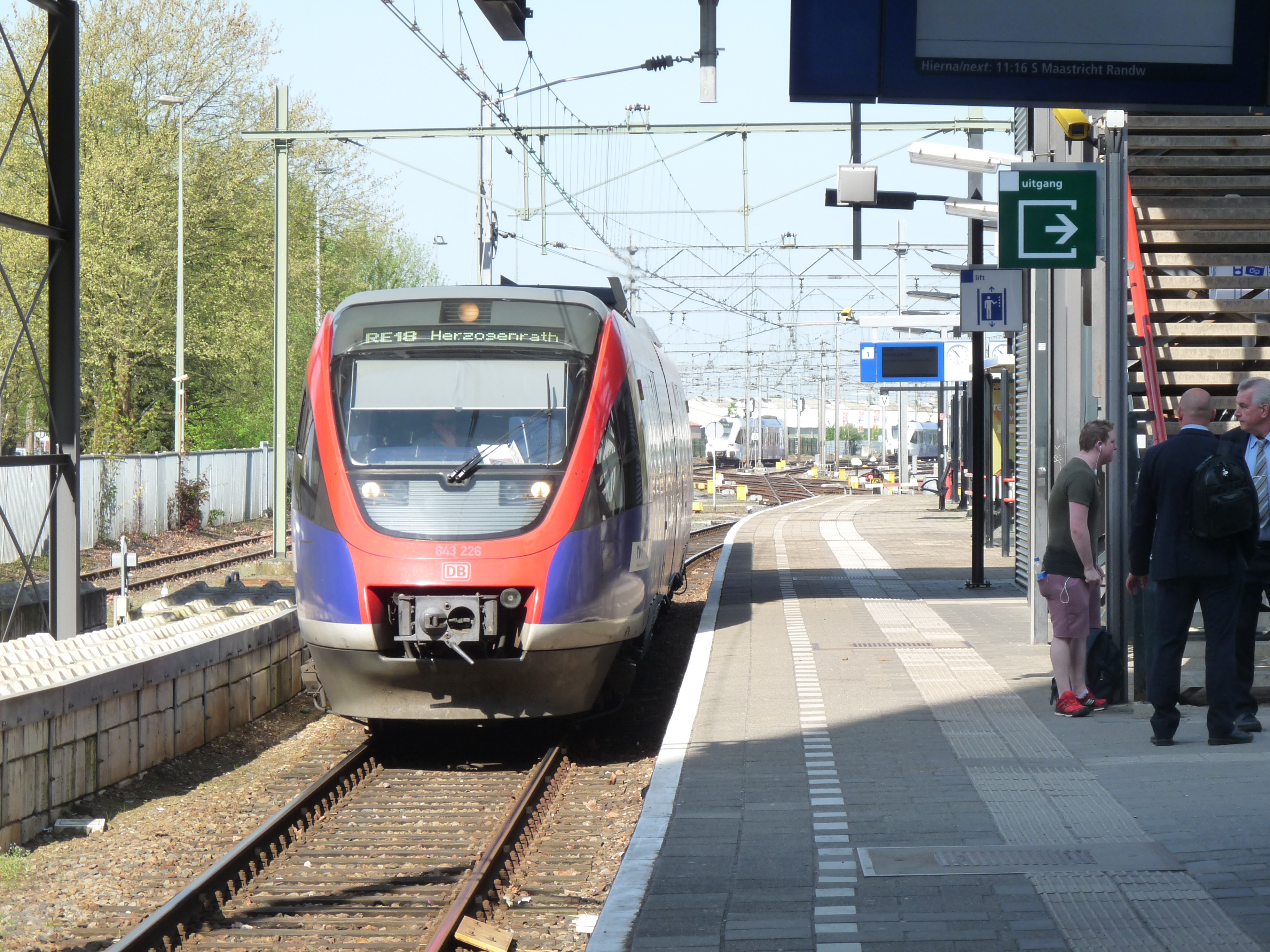
Pendelzug RE18 zwischen Bahnhof Heerlen und Bahnhof Herzogenrath (2018)

Als Shuttlezug (auch Pendelzug) wird ein Zug bezeichnet, der mit einer festen Zugkomposition im Direktverkehr seinen Start- und Zielbahnhof in der Regel ohne Zwischenhalt verbindet. Diese Züge können sowohl Personenzüge als auch Güterzüge sein.

## Beispiele
Insbesondere im Autoreisezug-Verkehr werden Shuttlezüge eingesetzt. So verbindet der Sylt-Shuttle die Insel Sylt mit dem Festland. Das Eurotunnel Shuttle verbindet die Bahnhöfe Folkestone in England mit Calais in Nordfrankreich durch den Eurotunnel. In Österreich existiert mit der Tauernschleuse eine Verbindung, um den Autobahn-Tauerntunnel zu umgehen. Besonders häufig wird die sogenannte Autoverladung in der Schweiz durchgeführt, so etwa am Oberalppass, am Simplonpass, am Lötschberg, am Furkapass, und durch den Vereinatunnel (in Klosters Selfranga und Sagliains). Autoverlad gab es früher auch am Gotthardpass und Albulapass. Der Pendelzug der Linie S32 (S-Bahn Antwerpen) zwischen Essen und Roosendaal. Diese werden mit Zügen der Baureihe AM/MS 75 bedient, da diese als einzige eine Zulassung für das niederländische Eisenbahnnetz haben.
Im Personenverkehr werden ebenso Shuttlezüge eingesetzt, so etwa zur Erschließung des autofreien Zermatt die Shuttlezüge Täsch–Zermatt. Besonders im Sonderzugverkehr bei Großveranstaltungen werden Shuttlezüge eingesetzt, um die Menschenmassen von entfernt liegenden Punkten zum Veranstaltungsort zu bringen. Peoplemover, die an Flughäfen verschiedene Terminals verbinden, werden auch als Airport-Shuttles bezeichnet.
Im Containerzugverkehr werden ebenso Shuttlezüge eingesetzt. Diese pendeln in hoher Frequenz zwischen verschiedenen Umschlagbahnhöfen bzw. Häfen. In den Umschlagbahnhöfen werden die Container umgeladen, statt die Wagen in Rangierbahnhöfen aufwändig und zeitraubend rangieren zu müssen. So sind im österreichweiten Nationalen Intermodalen Netz Austria – NINA der Rail Cargo Austria die Umschlagbahnhöfe des Landes mehrmals wöchentlich mit Shuttlezügen verbunden.